# Crassostrea ariakensis
Crassostrea ariakensis is een tweekleppigensoort uit de familie van de Ostreidae. De wetenschappelijke naam van de soort is voor het eerst geldig gepubliceerd in 1913 door Fujita.